# Boletín de la Sociedad Argentina de Botánica
Boletín de la Sociedad Argentina de Botánica (abreviado Bol. Soc. Argent. Bot. o BSAB) es una revista científica argentina ilustrada que se dedica a la difusión de la investigación de la Sociedad Argentina de Botánica (SAB). Se publican investigaciones científicas nacionales e internacionales en todos los campos de la botánica desde su creación en 1945.
Su primer director, en el cargo desde 1945 hasta 1976, fue el doctor Angel Lulio Cabrera. Desde 2018 su directora es la ingeniera agrónoma Ana María González, del Instituto de Botánica del Nordeste (Corrientes).
La posibilidad de publicar en el Boletín es gratuita para los socios de la Sociedad Argentina de Botánica.
Desde 2014 su periodicidad es de cuatro números al año. Hasta 2022 lleva publicados cincuenta y siete volúmenes. Desde el volumen 40 se encuentra disponible para su lectura de manera gratuita en la biblioteca digital Scielo. con una distribución bajo una licencia de Creative Commons Atribución-NoComercial-CompartirIgual 4.0 Internacional.
Su información se encuentra en diferentes bases de datos especializadas:
- AGRICOLA
- Biological Abstracts
- BIOSIS Previews
- CAB Abstracts
- Chemical Abstracts Service
- Ecological Abstracts
- Fuente Académica
- MIAR
- Núcleo Básico de Revistas Científicas
- SciELO
- Scopus

## Métricas de revista
2022
- Web of Science Group: 0,505
- Índice h de Google Scholar: 15
- Scopus: 0,462